# Saint-Grégoire (Ille-et-Vilaine)
Saint-Grégoire (bret. Sant-Gregor) – miejscowość i gmina we Francji, w regionie Bretania, w departamencie Ille-et-Vilaine.
Według danych na rok 1990 gminę zamieszkiwało 5809 osób, a gęstość zaludnienia wynosiła 335 osób/km² (wśród 1269 gmin Bretanii Saint-Grégoire plasuje się na 66. miejscu pod względem liczby ludności, natomiast pod względem powierzchni na miejscu 587.).